# Toyota i-Road
El Toyota i-Road es un prototipo biplaza que se ha mostrado por primera vez en el Salón del Automóvil de Ginebra en marzo de 2013. Cuenta con un tren de propulsión eléctrico y sus dos motores eléctricos de 2 kilovatios, se alimentan de una batería de iones de litio que se puede recargar a través de una toma de corriente doméstica. Una carga le da una autonomía de 50 kilómetros y tiene una velocidad máxima de 45 km/h. Está diseñado para uso en ciudad. No tiene emisiones en el punto de uso, al ser todo-eléctrico (ni tampoco en origen, cuando utiliza electricidad renovable). 
Car and Driver describe el Toyota i-Road como "una especie de cruce entre un automovil, una moto y un carro de golf de fantasía". Es similar al concepto de una motocicleta, pero tiene tres ruedas. Toyota ha desarrollado lo que llama "apoyo activo", una nueva tecnología que contrarresta la fuerza centrífuga cuando el vehículo pasa por una esquina y alisa el paso sobre terreno irregular. "Apoyo activo" opera utilizando un ordenador de a bordo en cada lado de la suspensión delantera, para calcular el grado de inclinación necesario basándose en la entrada desde el mecanismo de dirección, el ángulo giroscopio y velocidad. Para compensar las condiciones de la carretera, una rueda delantera se ajusta hacia arriba o hacia abajo, según sea necesario para estabilizar el vehículo. Según Wired, esta tecnología "permite bombardear a través de las curvas sin volcar". 
Toyota se refiere a él como un "vehículo de movilidad personal". Se encuentra a menos de 0,90 m de ancho y con capacidad para dos personas, en una cabina cerrada que protege a los ocupantes del medio ambiente. Su radio de giro es de menos de 0,90 m. La anchura es de 850 mm, aproximadamente la misma anchura que una motocicleta, y cuatro de estos vehículos se pueden aparcar en un solo espacio de estacionamiento.